# Ain't Your Mama
«Ain't Your Mama» (en español "No soy tu Madre") es una canción grabada por la cantante estadounidense de origen puertorriqueño Jennifer Lopez, lanzada el 7 de abril de 2016 por Epic Records, fue escrita por la cantante Meghan Trainor y es el primer sencillo de su futuro álbum. Es una canción con influencias de la música latina, tiene percusión, batería, sintetizadores y un poco de ritmo latino en su instrumentación principal.
La canción ha recibido críticas generalmente favorables por parte de los críticos, que señalaron que fue muy pegadiza. La canción se convirtió en la primera aparición de López en algunos territorios europeos después de cuatro años, como España, Suiza, Finlandia y Francia, donde alcanzó el puesto 1 en España y tuvo certificación de x3 Platino en España, x2 Platino en Italia, Platino en Alemania, en Dinamarca y en México, Plata en Reino Unido, Oro en Estados Unidos y en Austria, y disco Diamante en Polonia y Francia. El vídeo musical de la canción fue dirigido por Cameron Duddy y puesto en libertad el 5 de mayo de 2016 en YouTube, actualmente cuenta con más de 700 millones de visitas.

## Antecedentes
En marzo de 2016, seis años siguientes a su salida de la discografía, se anunció que López había vuelto a Epic Records, firmando un contrato por varios discos con la discografía. Se había publicado dos discos bajo el Universal Music Group, Love? (2011) a través de Island Records y A.K.A. (2014) a través de Capitol Records López, que había estado trabajando en la música en medio de su residencia en Las Vegas, confirmó que ella daría un adelanto de un material nuevo:. "He estado trabajando en la música para el último par de meses y debemos estar poniendo algo muy pronto. " Ain't Your Mama " es el primer sencillo lanzado desde que renunció López con Epic, y se espera que proceda a su noveno álbum de estudio. Co-guionista Meghan Trainor que envió un mensaje a López de la canción. El mensaje dice. ¿Te gusta la canción? y Jennifer respondió: "me encanta la canción y a mis hijos les encanta la canción y lo hemos bailado cinco veces, por lo que sabemos que será un éxito. Y me preguntaron, ¿Cuándo podrás cantarlo?", así que les dije inmediatamente: "Cada vez que desee!'" López describió el concepto detrás de "Ain't Your Mama" como "Un título muy poderoso para una canción feminista", y explicó: "... Los Chicos tienen esta tendencia, una vez que te quieren en el principio y piensan que eres la mujer más caliente de la Tierra, y luego, de repente, a lo que tu respondes ¿Es como... ¡Qué!? ¿Estás bromeando? ¡Llévame! ¿Qué estás haciendo en este momento?".

## Composición
"Ain't Your Mama" fue escrito por Meghan Trainor, Theron Thomas, Jacob Kasher Hindlin, Gamal "Lunchmoney" Lewis, Henry Walter y Lukasz Gottwald y fue producida por Cirkut y el Dr. Luke, con Trainor que también proporciona voces de fondo. La canción posee características de producción de percusión, tambores, sintetizadores mínimos y un ritmo que hace que se menee las cabezas y las caderas ritmo latino. de acuerdo con Forbes "Hugh McIntyre", "la canción tiene una pizca de toque Latinoamericano, a pesar de que no se centra demasiado en el sonido, en lugar inclina mucho más hacia la parte superior de tarifas 40" Sara Geffen de MTV News describió como "mínimo pero optimista", indicando que la voz de López toma "punto de mira". Líricamente, la canción celebra una mujer que es independiente y no aceptará un socio que necesita ser atendido, con López "poniendo a su hombre en su lugar para que no se tire de peso en su relación". Rap-Up caracteriza el sencillo como "descarado". Incluye las canciones tales como "yo no voy a cocinar todo el día, yo no soy tu madre y yo no se que voy a cocinarte, no soy tu madre ... ¿Cuándo te sientes demasiado cómodo, porque soy demasiado buena para eso". Entertainment Weekly lo llamó un "himno que celebra su independencia y desagrado en socios excesivamente dependientes".

## Lanzamiento
López anunció "Ain't Your Mama", durante un chat de vídeo en directo en Facebook, mientras que la promoción fue en la final de la serie American Idol, donde interpretó un pequeño avance de la canción. El vídeo ya contaba con aproximadamente 429.000 vistas en línea dentro de las primeras 2 horas de publicación. Ella confirmó que el sencillo sería lanzado digitalmente a través de iTunes el 7 de abril de 2016. López publicó el vídeo en su cuenta de Instagram. Y Hablo de la vista previa, Mike Wass de la página web Idolator llamó a la canción como un "cacharro sensual" y dijo: "definitivamente hay un sabor latino, pero esto suena como un retorno a la J.Lo urbana de This Is Me... Then y Rebirth." Sasha Geffen de MTV News comentó: "no me vi venir el lanzamiento de este single" y señaló que "En lo que somos capaces de escuchar esta la pista hasta el momento, J.Lo rechaza totalmente los roles de género patriarcales". Escribiendo para EE. UU. Hoy en día, Jaleesa M. Jones llama a la canción como una "Pista perfecta para los socios exasperados". la portada del sencillo se dio a conocer el 6 de abril cuenta con López como una chica pin-up, vestido con "pantalones cortos, punzones y una blusa blanca ajustada" de acuerdo a un sitio de noticias de Australia, la foto de la portada del sencillo fue tomada realmente en el año 2003, por una cuestión de Esquire.

### La controversia
Pocas horas después del lanzamiento de la canción, medios de prensa señalaron el hecho de que uno de los productores de la canción fue el Dr. Luke. Muchos fanes se mostraron indignados por la noticia. La canción había sido lanzada en menos de unas pocas horas después de que se anunció. La demanda que la cantante Kesha dio contra Luke había sido expulsada por el juez que preside el caso (para más información ver Kesha Sebert vs. Lukasz Gottwald ). En cuestión de horas, muchos partidarios de Kesha informaron a los medios masivos de comunicación sobre todo esto, los compradores de la música instaron a boicotear la canción. Al día siguiente, E! News informó de que la propia canción fue coescrita por el Dr. Luke y Meghan Trainor en 2014 antes de la presentación de Kesha a su demanda contra el Dr. Luke fuera hecha y se tenía pensado primeramente incluir la canción en el álbum de Meghan Trainor "(Title)", sin embargo Trainor en última instancia decidió no incluir la canción en su álbum Debut. Dos años más tarde después de que se anunció que López había vuelto a Epic Records, el sello discográfico en el que Trainor también tiene un contrato, Jennifer grabó su propia versión de la canción con Trainor proporcionando voces de fondo después de eso Trainor le ofreció la canción a López. Como el Dr. Luke ya había producido la canción dos años antes de la grabación de la versión de López, los dos no tenían ninguna interacción durante la grabación de la canción de López.

## Recepción canción

### Recepción de la crítica
La canción recibió críticas generalmente positivas de los críticos de música. Robbie Daw de Idolator lo llamó "una pista al instante-pegadiza" y un "himno de mujeres independientes." Jessie Morris del complejo lo marcó como "un himno anti-ama de casa infecciosas", observando que "ritmo caliente de la pista mezclada con ese gancho punzante hace de "Ain't Your Mama" un golpe listo para radio. " Brennan Carley de vuelta lo llamó "Una luz, poco tropical de la espuma con algunas letras apasionadas y un poco de tambor asesino.", mientras que Lewis esquina de digital Spy se refirió a la canción como un "himno agitado." Alexa Campo de Slant Magazine señaló que "Su sutil producción del reggae de la canción recuerda a la Jennifer López de 2011 cuando lanzó "I'm Into You", "destacando" su gancho al instante memorable y que encuentra la antigua Fly Girl voltear los papeles de género en su cabeza, algo que también se hizo con el video musical de 2014 de "I Luh Ya Papi".

## Rendimiento Comercial
"Ain't Your Mama" debutó en el número 92 en el Billboard Hot 100, y registrado 1,8 millones de Streaming en los Estados Unidos durante su primera semana. En muchos países europeos, la canción se convirtió en la primera aparición de Lopez como artista en solitario en años. En Suiza, donde ninguna de las canciones de su último disco A.K.A. (2014) trazó, "Ain't Your Mama" si lo hizo, posicionándose número 4, alcanzando una buena posición desde "Live It Up" (2013). En Francia, la canción logró convertirse en su más alta posición desde "Dance Again" (2012), alcanzando el número 11. Mientras que en Finlandia "Ain't Your Mama" se convirtió en la primera entre los diez primeros, ya que "Dance Again" Lopez, así, alcanzando el número 6.
Así mismo, a mediados de julio, se supo que había estimaciones de que la canción habría superado las 500.000 copias a nivel internacional. Más tarde, del mismo modo, se conocieron las ventas en algunos países europeos y americanos: 500.000 copias en Estados Unidos (recibiendo disco de oro), 400.000 en Alemania (recibiendo disco de Platino), 60.000 en Reino Unido, 120.000 en España (recibiendo disco de triple Platino), 90.000 en Canadá, 150.000 en Francia (recibiendo disco de platino), 30.000 en Suiza, 35.000 en Australia, 50.000 en Italia (recibiendo disco de Platino), 30,000 copias en México (recibiendo disco de Oro), 100.000 en Polonia (recibiendo disco de Diamante) y 250,000 copias en Francia (recibiendo disco de diamante) Estas últimas dos se convirtieron en las primeras certificaciónes Diamante de Jennifer Lopez en dicho países y en uno de sus nuevos logros. Hasta finales de 2016 ha vendido más de 2,2 millones copias. Y actualmente cuenta con más de 320 millones de stream en Spotify y más de 700 millones de reproducciones en YouTube.

## Vídeo musical

### Producción
El vídeo musical de "Ain't Your Mama" fue dirigido por Cameron Duddy. Lopez dio una vista previa del vídeo musical el 5 de mayo de 2016, la publicación de un "vintage de aspecto, color sepia" detrás de las escenas del clip que cuenta con Lopez vestida como una ama de casa de los años 1950, luciendo un peinado "voluminoso" como el de las esposas de Stepford-esque. El vídeo oficial fue lanzado el 6 de mayo. Jennifer hablo de cómo se desarrolló el concepto del video, Lopez explicó: 
```
"Sólo pensé, qué tal se muestra la progresión de las mujeres y cómo hemos crecido, sino también cómo las cosas son un poco de la misma." Y continuó: "Así que pensé que iríamos a partir de los años cincuenta, sesenta, setenta, ochenta, hasta la actualidad, y cómo hoy estamos de pie por todo lo que realmente, realmente se merecen. No se trata de odiar a los hombres. Nosotras los queremos. Pero sólo queremos que nos vean por todo lo que somos, y nunca nos damos por sentado ya que no nos valoran y nos utilizan como si fuéramos sus madres."
```

Con Duddy y sus estilistas Rob Zangardi y Mariel Haenn, Lopez ha creado una serie de miradas que se inspiraron en "clásico de la moda". Varios estilos de diferentes épocas (que van desde la década de 1950 hasta la actualidad) aparecen en el vídeo. Las casas de moda como Thierry Mugler fueron algunos de los creadores detrás de armario de Jennifer Lopez. El personaje de 1950 ama de casa tenía un aspecto "clásico", mientras que también se inspira en modelos pin-up. El aspecto 1960 de secretaria fue inspirado por la serie de drama de época Mad Men. La trabajadora de la fábrica de 1970 tenía una "Norma Rae tipo de sentimiento". La empresaria de 1980 se inspiró en la película Working Girl, una mirada que a Lopez la conectó personalmente, dado que era una niña pequeña durante esta década. El último aspecto fue descrito por el estilista Haenn como "sólo un día moderno a lo J.Lo". En esta secuencia de baile final, se puede ver Lopez llevando botas altas de tacón de aguja del dril de algodón diseñados por la cantante barbadense Rihanna con Manolo Blahnik, que fue un regalo de ella para Jennifer. 
Se informó que la producción del vídeo musical fue casi parado debido a los bajos fondos, lo que resultó en un especialista en la colocación de productos que se ha contratado a dos días antes de la sesión. la colocación de productos en el vídeo incluyen la revista Vogue, Vodka Beluga, y el café Lavazza. La aplicación de red social móvil "Friendable" también se ofrece para ayudar a la producción del vídeoclip.

### Sinopsis
En el clip, López interpreta a una serie de personajes arque-típicos, entre ellos: una presentadora de noticias que insta a las mujeres a "levantarse contra los hombres opresores", una ama de casa de 1950, una secretaria de la década de los 60, una trabajadora de una fábrica mal pagada en los años 1970 (el papel de jefe es interpretado por el actor Eric Womack) y una mujer de negocios de 1980. Se inicia con la presentadora de noticias López teniendo una acalorada conversación en una cabina telefónica, diciendo: "estoy cansada, he estado trabajando todo el día, no, no puedo ... debes [hacerlo]." A continuación, aparece en un estudio de noticias de televisión, donde se escucha parte del famoso discurso de Hillary Clinton de 1995 "Derechos de la mujer son derechos humanos" discurso, seguido del discurso en al recibir el Oscar de la Academia de Patricia Arquette (específicamente Arquette diciendo: "Es hora de tener igualdad de salarios de una vez por todas, y la igualdad de derechos para las mujeres en los Estados Unidos de América"), seguido del histórico llamamiento "Llamamiento a las mujeres de América" de la periodista y líder feminista Gloria Steinem realizado en 1971 escuchándose de fondo. López ignora el guion y comienza a hablar: "Mira, no tengo que decirte que las cosas son malas, todo el mundo sabe que las cosas son malas, que se dan por sentado, ignoradas, pasadas por alto, infravaloradas".
Los otros personajes ven a la presentadora López a través de la televisión mientras ella dice: "¡Estoy loca, en el infierno y no voy a aguantar más!", en referencia a las palabras interpretadas por el personaje Howard Beale de la película satírica Network (1976). Como resultado del discurso la presentadora, todas las mujeres comienzan a rebelarse contra los varones que las han estado explotando. La rubia ama de casa de los años 50 deja de atender a su esposo, canta "Yo no voy a estar cocinando todo el día, yo no soy tu mamá", luego le tira la comida en la cabeza. La pelirroja secretaria de los años 60 tira el vodka a la cara de su jefe. López dijo que era su papel favorito en el vídeo musical, diciendo "Ella era la más cómica, me gusta mucho hacer comedia así que aproveché para divertirme", describiéndola como "buena". Termina con una marcha de todas las mujeres en Brooklyn, Nueva York. López lleva un mono blanco para una escena final de danza en el videoclip.

### Recepción vídeo
En sus primeros tres días, el vídeo musical había obtenido más de 11 millones de visitas. Sasha Geffen de noticias de MTV llamó a la canción como una "carga política". Leila Cobo de Billboard alabó el vídeo como "muy entretenido", observando que representa la "historia de la lucha de las mujeres por la independencia", El escritor de la revista Complex Suzannah Weiss elogió a la canción como un "poderosa trama", y señaló: "Es un himno para las mujeres que se ocupan de hombres, de los niños de todo el mundo y en el video musical se vinculan con amplias temáticas de sexismo que contribuye a estas relaciones" Por el vídeo, Dave Quinn de la revista People dijo," ella no tiene pelos en la lengua cuando se trata de mensaje feminista de la canción", mientras Richy Rosario de Vibe escribió: "Al igual que muchas otras mujeres que han exhibido su difícil situación en la desigualdad de género a través del arte, la Sra López, sin duda lo hizo también"
Sabienna Bowman de la revista Bullicio elogió el vídeo musical comentando: "Cada cuadro en el vídeo se carga con imágenes históricas que te lleva desde el comienzo de la segunda ola del feminismo hasta la actualidad." destacando aún más su contexto, Bowman señaló que "El contexto histórico detrás del vídeo se rinde maravillosamente y esta lleno de cultura pop como en las películas famosas, así como la historia real de las mujeres cuyas vidas fueron cambiadas por el impacto de la segunda ola del feminismo" por el contrario, Christina Cauterucci para la revista Slate reaccionaron negativamente, etiquetando el vídeo como una "triste premonición del futuro del feminismo " y diciendo que "sirve como un ejemplo útil de una marca ascendente de feminismo que presume de estilo más comercial que política sustancial". En 2016 la candidata demócrata presidencial Hillary Clinton cuyo discurso que mostrada en la secuencia inicial, fue de agradecimiento a López para el vídeo musical, diciendo que: "las mujeres son mucho más que los papeles que han sido asignados" el 17 de junio del año 2016 el vídeo musical tenía más de 100 millones de visitas, por lo que logró un VEVO Certified en 42 días después de su lanzamiento en la plataforma de VEVO.

## Actuaciones en vivo
Lopez estrenó "Ain't Your Mama" en el final de la serie de American Idol, el 7 de abril de 2016. Hablando de la actuación de antemano, ella declaró: "Va a ser muy alta en energía". En la presentación Jennifer llevaba un brillante traje francés de mucama mientras cantaba "Ain't Your Mama", rodeada de varias bailarinas, luego siguió la presentación con su éxito "Let's Get Loud" experimentando un cambio de vestuario rápido. Al mes siguiente, se presentó la canción durante un concierto privado en el Hammerstein Ballroom que fue organizada por Telemundo.
El sencillo fue incluido en el repertorio de su residencia en Las Vegas Jennifer Lopez: All I Have.

## Posicionamiento en listas
| Listas (2016)                                    | Posición |
| ------------------------------------------------ | -------- |
| Argentina (Monitor Latino)                       | 7        |
| Australia (ARIA)                                 | 85       |
| Austria (Ö3 Austria Top 40)                      | 11       |
| Bélgica (Flandes) (Ultratip Bubbling Under)      | 19       |
| Bélgica (Valonia) (Ultratop 50)                  | 27       |
| Canadá (Canadian Hot 100)                        | 34       |
| República Checa (Rádio Top 100)                  | 1        |
| Dinamarca (Tracklisten)                          | 36       |
| Euro Digital Songs (Billboard)                   | 20       |
| Finland Download (Suomen virallinen latauslista) | 6        |
| Francia (SNEP)                                   | 11       |
| Alemania (Media Control AG)                      | 5        |
| Greece Digital Songs (Billboard)                 | 3        |
| Hungría (Dance Top 40)                           | 5        |
| Hungría (Rádiós Top 40)                          | 5        |
| Hungría (Single Top 40)                          | 6        |
| Israel (Media Forest)                            | 5        |
| Italia (FIMI)                                    | 17       |
| Lebanon (The Official Lebanese Top 20)           | 4        |
| Luxembourg Digital Songs (Billboard)             | 5        |
| Países Bajos (Mega Single Top 100)               | 63       |
| Polonia (Polish Airplay Top 100)                 | 3        |
| Russia Airplay (Tophit)                          | 120      |
| Escocia (Scottish Singles Sales Chart)           | 69       |
| Eslovaquia (Rádio Top 100)                       | 3        |
| Slovenia (SloTop50)                              | 19       |
| South Korea (Gaon Chart)                         | 97       |
| Spain (PROMUSICAE)                               | 4        |
| LOS40 España                                     | 1        |
| Suiza (Schweizer Hitparade)                      | 4        |
| Reino Unido (UK Download Chart)                  | 74       |
| Estados Unidos (Billboard Hot 100)               | 76       |
| Estados Unidos (Hot Dance Club Songs)            | 44       |
| Venezuela English (Record Report)                | 8        |
| Venezuela Pop (Record Report)                    | 5        |
| Uruguay (Monitor Latino)                         | 6        |

## Certificaciones
| País           | Organismo certificador | Certificación | Ventas certificadas | Simbolización | Ref.   |
| -------------- | ---------------------- | ------------- | ------------------- | ------------- | ------ |
| España         | PROMUSICAE             | 3× Platino    | 120,000             |               | [ 3 ]  |
| Polonia        | ZPAV                   | Diamante      | 100,000             |               | [ 47 ] |
| Alemania       | BVMI                   | Platino       | 400,000             |               | [ 2 ]  |
| Italia         | FIM                    | 2× Platino    | 100,000             |               | [ 48 ] |
| Francia        | SNEP                   | Diamante      | 250,000             |               | [ 5 ]  |
| Dinamarca      | IFPI Denmark           | Platino       | 90,000              |               | [ 49 ] |
| Austria        | IFPI                   | Oro           | 15,000              |               | [ 50 ] |
| Reino Unido    | BPI                    | Plata         | 200,000             |               | [ 51 ] |
| Estados Unidos | RIAA                   | Oro           | 500,000             |               | [ 1 ]  |
| México         | AMPROFON               | Platino       | 60,000              |               | [ 52 ] |
| Australia      | ARIA                   | Platino       | 70,000              |               | [ 53 ] |
| Nueva Zelanda  | RIANZ                  | Oro           | 15,000              |               | [ 54 ] |
| Portugal       | AFP                    | Platino       | 10,000              |               | [ 55 ] |

## Fecha de Lanzamiento
| País           | Fecha               | Formato                                   | Discográfica   |
| -------------- | ------------------- | ----------------------------------------- | -------------- |
| Francia        | 7 de abril de 2016  | Descarga Digital                          | RCA            |
| Alemania       | 7 de abril de 2016  | Descarga Digital                          | Sony           |
| Italia         | 7 de abril de 2016  | Descarga Digital                          | Sony           |
| España         | 7 de abril de 2016  | Descarga Digital                          | Sony           |
| Reino Unido    | 7 de abril de 2016  | Descarga Digital                          | RCA            |
| Estados Unidos | 12 de abril de 2016 | Hit Contemporáneo de la Radio             | Epic Nuyorican |
| Estados Unidos | 12 de abril de 2016 | Rítmico Contemporáneo                     | Epic Nuyorican |
| Estados Unidos | 10 de mayo de 2016  | Hit Contemporáneo de la Radio (Relanzado) | Epic Nuyorican |
| Italia         | 13 de mayo de 2016  | Hit Contemporáneo de la Radio             | Sony           |